# Marlothiella
Genre
Espèce
Marlothiella est un genre de plantes à fleurs de la sous-famille des Apioideae dans la famille des Apiaceae. 
C'est l'unique genre de la tribu des Marlothielleae. Il ne contient qu'une seule espèce Marlothiella gummifera (genre monotypique), endémique de Namibie.

## Publication originale
- (de) Wolff K.F.A.H., 1912. Botanische Jahrbücher für Systematik, Pflanzengeschichte und Pflanzengeographie 48: 263.